# لوئیجی وانویتلی
لویجی وانویتِلی (ایتالیایی: Luigi Vanvitelli; ۱۲ مهٔ ۱۷۰۰ – ۱ مارس ۱۷۷۳) نقاش و معمار اهل ایتالیا بود.